# Sojourner
Sojourner är en samlingsbox av Magnolia Electric Co., utgiven 2007. Boxen består av tre album: Nashville Moon, Black Ram och Shohola, samt  EP:n Sun Session. I boxen ingick även dokumentärfilmen The Road Becomes What You Leave.

## Låtlista

### Nashville Moon
1. "Lonesome Valley"
2. "Montgomery"
3. "Don't Fade on Me"
4. "Hammer Down"
5. "No Moon on the Water"
6. "Nashville Moon"
7. "What Comes After the Blues"
8. "Don't This Look Like the Dark"
9. "North Star"
10. "Bowery"
11. "Texas 71"
12. "Down the Wrong Road Both Ways"

### Black Ram
1. "In the Human World"
2. "The Black Ram"
3. "What's Broken Becomes Better"
4. "Will-O-the-Wisp"
5. "Kanawha"
6. "A Little at a Time"
7. "Blackbird"
8. "And the Moon Hits the Water"
9. "The Old Horizon"

### Sun Session
1. "Talk to Me Devil, Again"
2. "Memphis Moon"
3. "Hold on Magnolia"
4. "Trouble in Mind"

### Shohola
1. "Steady Now"
2. "Spanish Moon Fall and Rise"
3. "Night Country"
4. "Shiloh Temple Bell"
5. "The Spell"
6. "Take One Thing Along"
7. "The Lamb's Song"
8. "Roll the Wheel"

1. "One Thin Dime" (bonuslåt med iTunes-utgåvan)
2. "Lonesome Valley" (alternativ tagning) (bonuslåt med iTunes-utgåvan)